# San Sebastián de Yalí
San Sebastián de Yalí, ibland bara Yalí, är en kommun (municipio) i Nicaragua med 20 772 invånare (2012). Den ligger i den norra delen av landet, i departementet Jinotega, mitt emellan Jinotega och Somoto. San Sebastián de Yalí ligger i en bergig trakt med tallskogar och kaffeplantager.

## Geografi
San Sebastián de Yalí gränsar till kommunerna Telpaneca, San Juan del Río Coco och Quilalí i norr, Santa María de Pantasma och San Rafael del Norte i öster, La Concordia i söder, samt till Estelí och Condega i väster.

## Historia
San Sebastián de Yalí grundades 1908 och blev 1971 upphöjd från pueblo till rangen av stad (ciudad).

## Religion
Kommunens festdag är den 20 januari till minne av Sankt Sebastian.